# Čupava mačica
Čupava mačica (čupavi lisičji rep, lat. Phleum hirsutum), vrsta trave iz roda mačica ili lisičjeg repa. Vrsta je raširena po Europi (uključujući Hrvatsku), Transkavkaziji i sjevernom Kavkazu.

## Sinonimi
- Chilochloa cuspidata P.Beauv., nom. nud.
- Chilochloa hirsuta (Honck.) Gray
- Chilochloa michelii (All.) P.Beauv.
- Phalaris alpina Turra
- Phalaris ciliaris Spreng.
- Phalaris ciliata Lag., nom. illeg.
- Phalaris cuspidata (Willd.) Steud.
- Phalaris michelii (All.) Savi
- Phalaris mucronata Desf., nom. nud.
- Phleum ambiguum Ten.
- Phleum cuspidatum Willd., nom. nud.
- Phleum hirsutum subsp. ambiguum (Ten.) Cif. & Giacom.
- Phleum hirsutum subsp. dactylinum A.-G.Helm
- Phleum michelii All.
- Phleum michelii subsp. ambiguum (Ten.) Arcang.
- Phleum michelii subsp. subincrassatum Griseb.
- Phleum phalarideum Vill.
- Phleum subincrassatum (Griseb.) Chrtek
- Phleum trigynum Schrad. ex Mert. & W.D.J.Koch
- Phleum tzvelevii Dubovik
- Plantinia cuspidata (Willd.) Bubani